# Can Torres (Sant Sadurní d'Osormort)
Can Torres és una masia de Sant Sadurní d'Osormort (Osona) protegida com a bé cultural d'interès local.

## Descripció
Masia de planta rectangular, coberta a dues vessants amb el carener perpendicular a la façana principal situada a l'est. Aquest sector presenta dos portals a la planta i dues finestres al primer amb un balcó al centre. A la part esquerra s'hi annexiona un cos de planta cobert a una vessant i amb una finestreta. A ponent hi ha diverses finestres obertures que amb un portal a la planta, un balcó al primer pis i diverses finestres que no guarden cap simetria. A migdia hi ha un portal i dues finestres. A tramuntana s'hi obre una única finestra. La casa es construïda en pedra, totxo arrebossat i pintat al damunt. Els elements de ressalt són de pedra picada. La casa es troba assentada damunt el pendent del terreny.

## Història
Masia que pertany a la parròquia de Sant Sadurní d'Osormort que en un principi fou terme de Sant Llorenç del Munt o de Cerdans, més tard s'uní a la batllia d'Espinelves i ara és independent. Aquest mas no el trobem documentat en els fogatges del segle xvi per tant segurament es tracta d'una construcció posterior. En el nomenclàtor de la província de Barcelona de l'any 1860 no hem pogut comprovar s'hi consta perquè només hi ha un resum de l'inventari que és el següent: "11 casetes, 15 masies, 12 alqueria, 1 església, 5 capelles, 1 rectoria 17 pallisses".